# Новогодний корпоратив
«Новогодний корпоратив» (англ. Office Christmas Party) — американский комедийный фильм режиссёров Джоша Гордона и Уилла Спека.

## Сюжет
Кэрол и Клей встали во главе крупной корпорации после смерти своего отца. Кэрол недовольна положением дел в фирме и уже закрыла несколько отделений в разных штатах. На очереди и филиал, которым руководит её брат. Как ни странно, спасти его может только грандиозный новогодний корпоратив, который в итоге выходит из-под контроля.

## В ролях
- Кейт Маккиннон — Мэри
- Оливия Манн — Трейси
- Дженнифер Энистон — Кэрол[2]
- Джейми Чон — Меган
- Ти Джей Миллер — Клей
- Джейсон Бейтман — Джош[2]
- Эбби Ли Кершоу — Саванна
- Джиллиан Белл — Трина
- Ванесса Байер — Эллисон
- Роб Кордри — Джереми
- Оливер Купер — Дрю
- Каран Сони — Нэйт
- Кортни Б. Вэнс — Уолтер
- Мэтт Уолш — Эзра
- Сэм Ричардсон — Джоэль
- Рэндалл Парк — Фред

## Прокат
Премьера фильма в Бельгии, Ирландии и на Филиппинах состоялась 7 декабря 2016 года, в Аргентине, Германии, России и Сингапуре — 8 декабря 2016 года, в Гонконге, Литве и США — 9 декабря 2016 года.